# Beacon Theatre
Pour les articles homonymes, voir Beacon.
Le Beacon Theatre, aussi connu comme le Beacon Theater and Hotel, est un théâtre new-yorkais historique de Broadway. Il est situé au 2124 Broadway entre la 74e et la 75e rue, dans le quartier de théatres dans le Upper West Side de Manhattan.
Avec 2 894 places et trois gradins, il fut conçu par l'architecte de Chicago Walter W. Ahlschlager pour la diffusion de films et le vaudeville. Aujourd'hui c'est l'un des théâtres new-yorkais les plus appréciés pour l'organisation de divertissements.